# Adromischus alstonii
Adromischus alstonii là một loài thực vật có hoa trong họ Crassulaceae. Loài này được (Schönland & E.G.Baker) C.A.Sm. miêu tả khoa học đầu tiên năm 1939.